# Gros ventre stammens hellige piber
Gros ventre stammens hellige piber er Flat Pipe og Feathered Pipe. Piberne er opbevaret i hver deres hellige bundt og traditionelle ceremonier er knyttet til dem. Gennem lange tider ærede gros ventre folket piberne på foreskreven vis, så lejrene bevarede de gode relationer til universets styrende magter og sikrede sig overjordisk støtte og succes i alle foretagender. At sætte sig ud over pibernes krav på respekt var at bryde det unikke bånd mellem de øverste magter og disses udvalgte folk, gros ventre stammen, og følgen var uheld og katastrofer.
Der blev traditionelt draget omsorg for hvert pibebundt af en specielt trænet pibevogter med hjælp fra hans kone(r). Embedet gik videre til nye pibevogtere efter fastlagte regler.:27  En mand, der havde vogtet over den ene pibe, kunne godt på et senere tidspunkt blive valgt til pibevogter over det andet bundt.:37 
I gros ventre stammen fandtes der andre hellige piber i 1800-tallet, som f.eks. en Beaver Pipe, men ingen af dem havde samme betydning for stammen som Flat Pipe og Feathered Pipe.:262 

## Flat Pipe
Flat Pipe eksisterede før både Jorden og gros ventre stammen.:59  Efter at have skabt først Jorden og siden menneskene, udvalgte He Who Rules All by the Power of Thought:262  gros ventre stammen af alle folkeslag til at tage sig af Flat Pipe.:61  Da piben er knyttet til gros ventre folkets skabelsesberetning anses den for at være ældre og også et mere effektivt bindeled til de højeste magter end Feathered Pipe.:151 

### Embedet som pipevogter
Bundtet med Flat Pipe samt den medfølgende viden gik længe i arv; men ramt af dødelige epidemier efter kontakt med hvide handelsfolk samt tab på slagmarken gik stammen med tiden over til at vælge dens pibevogtere blandt egnede folk.:34  En mand steg til pibevogter ved i al hemmelighed at blive valgt af den siddende pibevogter, dennes koner (”hjælpe-pibevogtere”) samt mænd, der tidligere havde besat embedet. Den udsete var gerne en velstillet person, der i praksis havde demonstreret sine evner til at klare sig godt.:17  Han måtte have midler nok til at være generøs overfor dårligt stillede folk i lejren, og desuden måtte han give heste og andre takkegaver til sine forgængere for at oplære ham til hans nye post.:27  Afslog en mand embedet måtte han regne med at blive straffet af de overjordiske magter.:18 
Som et kendetegn på sit embede bar en pibevogter noget af sit lange hår bundet op i en høj og fyldig knude over panden.:33  Under lejrflytninger gik han i spidsen for lejren med pibebundtet, og sammen med tidligere pibevogtere mæglede han i konflikter og agiterede for sammenhold i stammen.:28  Man forventede, at han og hans forgængere opførte sig som forbilleder for andre ved at bespise besøgende og kigge efter enker, fattige folk og mennesker oppe i årene.:37  Navnlig var det pibevogterens ansvar at gennemføre de faste pibe-ceremonier.:27  Desuden måtte han åbne og bede til bundtet og ryge af piben ved gyldig forespørgsel fra individuelle gros ventres ramt af kriser som f.eks. alvorlig sygdom.:55 

### Flat Pipe ceremonierne
Oprindeligt var der tre årligt tilbagevendende ceremonier tilknyttet piben. Pibevogteren udførte også en rite, hvorunder såvel børn som voksne bekræftede deres relationer til de overjordiske magter ved at få et rødt symbol for verdens skabelse malet i ansigtet. Almindelige folk kunne bede ved Flat Pipe mod til gengæld at ”dække piben” med offergaver som tøj, klædestoffer og andre genstande. Pibevogteren fordelte en del af gaverne til trængende folk i lejren og efterlod resten på en bakketop efter først at have renset sig i en svedehytte og holdt offergaverne ind i en røgelse.:55 
Gennem pibevogterens handlinger og bønner til pibebundtet sikrede lejrene sig vildt på jagtmarkerne, sejre over deres fjender, rigdom i heste og i det hele taget en tryg og behagelig tilværelse.:27 

### Flat Pipe i reservattiden
I reservattiden har Flat Pipe i perioder været uden en valgt eller trænet pibevogter, hvorfor enker eller sønner så efter det hellige bundt.:123  En ønsket åbning af bundtet i 1938 fulgte bl.a. ikke reglen om at ”dække piben” med offergaver, og flere områder af Fort Belknap reservatet lå oversvømmet et stykke tid senere.:98 
I 1940erne forlød det, at bundtet var forsømt i sådan en grad, at mus havde fundet vej ind i det.:110  I lange tidsrum havde ingen udført de krævede ceremonier,:55  men da stammens mænd i uniform vendte sikkert hjem fra 2. verdenskrig i 1946 opfyldte pibevogteren The Boy sit hellige løfte om at gennemføre en.:98 
Mange gros ventres var efterhånden katolikker, og efter The Boys død i 1957 var det et spørgsmål, hvad der skulle ske med Flat Pipe. De få troende ønskede ikke piben endte som en genstand i et museum. De talte om at efterlade den på en bakketop og overlade den til vejr og vind.:113 
I 1980erne vandt interessen for piben frem igen. Fagbøger om Flat Pipe skrevet af hvide etnologer blev genoptrykt og studeret af især unge, radikale gros ventres,:189  hvis motiver for at genoptage pibeceremonierne ikke ganske blev bifaldet af de ældre generationer.:187  Et forsøg fra de unge på at starte pibeceremonierne igen med vejledning fra de nordlige arapahoer, der holder deres pibetraditioner i hævd, blev forpurret af stammens ældre folk.:153 
For mange gros ventres minder Flat Pipe dem om en stolt fortid, og den står stadig for mægtige kræfter, der slår tilbage hvis ikke behandlet med forsigtighed.:135 

### Særlige hændelser med Flat Pipe
Efter oprettelsen af Fort Belknap reservatet med både gros ventres og disses tidligere fjender i assiniboine stammen tog en assiniboine engang Flat Pipe. En meget streng vinter og andre problemer fulgte, og da assiniboinerne havde fået nok, bragte de frivilligt piben tilbage til dens udvalgte folk.:205 
Imod traditionen åbnede en pibevogter Flat Pipe bundtet i 1951, så en interesseret hvid mand kunne se indholdet og fotografere det.:110 

## Feathered Pipe
Til Feathered Pipe bundtet var der traditionelt knyttet en hemmeligt valgt og trænet pibevogter, dennes koner og et af deres børn, fortrinsvis en pige. Man forventede sig stort set det samme af vogteren over Feathered Pipe som af Flat Pipe pibevogteren. Ved sin udnævnelse så den nye pibevogter alt han og familien ejede blive revet væk af folk i lejren, for sådan var det gået den allerførste pibevogter, da han på magisk vis var kommet i besiddelse af piben. Slægtninge og hjælpsomme folk sørgede for, at familien hurtigt kom på fode igen.:18 

### Feathered Pipe ceremonier
Pibevogteren holdt i hvert fald en forårs-ceremoni. Han havde en vis magt til at kontrollere vejret,:75  og så måtte han åbne bundtet,:55  når almindelige gros ventres havde afgivet et løfte om at bede ved det mod til gengæld at ”dække piben” med offergaver. En del af det givne blev fordelt blandt lejrens mindre heldigt stillede folk.:37 
Under åbningen af bundtet røg pibevogteren og andre tilstedeværende af piben og dansede forsigtigt med den ved at holde den vandret foran sig med begge hænder i strakte arme.:152 

### Feathered Pipe i reservattiden
Pibevogteren Sitting High døde i 1905, og den ikke formelt trænede Sleeping Bear accepterede stammens ønske om, at han efterfulgte ham.:75 
Fra omkring 1910 og til 1938 levede stammen med en kontroversiel pibevogter, Curly Head, som Sitting High kraftigt havde frarådet at udnævne.:75  Han gennemførte de faste ceremonier, men til tider gik han imod det fordringsfulde regelsæt for pibevogtere.:76  Da han engang i 1936 angiveligt tog entre til en åbning af pibebundtet og tilmed tillod hvide at overvære ceremonien fulgte to skovbrænde i reservatet. Både stammeejet kvæg på græs og meget værdifuldt træ gik tabt.:97 
Det gradvise skred væk fra stammens traditioner var tydeligt, da pibevogteren Iron Man åbnede bundtet for en hvid fotograf i 1952, skønt det krævede en alvorlig krise:142  og et helligt løfte fra en gros ventre om at ”dække piben”.:111 
Sidst i 1950erne gik kun få, ældre folk op i de hellige piber. Selv troende snakkede om, at kraften og magien i Feathered Pipe var væk, hvilket var i samklang med en profeti om, at den engang ikke ville være til gavn for gros ventre folket mere.:113  En anden gros ventre havde lært, at de hellige piber var uden betydning mere under en visionssøgning.:147  Som med Flat Pipe snakkede nogle om at efterlade Feathered Pipe på en klippe eller bakketop.:113 
I 1959 døde pibevogteren Iron Man, og de næste tyve år så hans enke efter bundtet.:150 
Gennem 1970erne og 1980erne voksede unge gros ventres’ stolhed over deres identitet som oprindelige amerikanere. Flere satte sig ind i de ellers falmede pibetraditioner ved at læse genoptrykte fagbøger om dem.:189 
Feathered Pipe minder gros ventre folket om en stolt fortid på prærien, og den ses som et stærkt medium, der må behandles med respekt og varsomhed.:135 